# Kotegawa Koki
Koki Kotegawa (小手川 宏基 (Tiểu-Thủ-Xuyên Hoành-Cơ) Kotegawa Kōki, sinh ngày 12 tháng 9 năm 1989 ở Ōita) là một cầu thủ bóng đá người Nhật Bản hiện tại thi đấu cho Oita Trinita.

## Thống kê sự nghiệp câu lạc bộ
Cập nhật đến ngày 23 tháng 2 năm 2018.
| Thành tích câu lạc bộ | Thành tích câu lạc bộ | Thành tích câu lạc bộ | Giải vô địch | Giải vô địch | Cúp                   | Cúp                   | Cúp Liên đoàn | Cúp Liên đoàn | Khác    | Khác      | Tổng cộng | Tổng cộng |
| Mùa giải              | Câu lạc bộ            | Giải vô địch          | Số trận      | Bàn thắng    | Số trận               | Bàn thắng             | Số trận       | Bàn thắng     | Số trận | Bàn thắng | Số trận   | Bàn thắng |
| Nhật Bản              | Nhật Bản              | Nhật Bản              | Giải vô địch | Giải vô địch | Cúp Hoàng đế Nhật Bản | Cúp Hoàng đế Nhật Bản | Cúp Liên đoàn | Cúp Liên đoàn | Khác1   | Khác1     | Tổng cộng | Tổng cộng |
| --------------------- | --------------------- | --------------------- | ------------ | ------------ | --------------------- | --------------------- | ------------- | ------------- | ------- | --------- | --------- | --------- |
| 2007                  | Oita Trinita          | J1 League             | 3            | 0            | 0                     | 0                     | 2             | 0             | -       | -         | 5         | 0         |
| 2008                  | Oita Trinita          | J1 League             | 1            | 0            | 0                     | 0                     | 2             | 0             | -       | -         | 3         | 0         |
| 2009                  | Oita Trinita          | J1 League             | 9            | 0            | 0                     | 0                     | 5             | 1             | 1       | 0         | 15        | 1         |
| 2010                  | Oita Trinita          | J2 League             | 8            | 0            | 0                     | 0                     | -             | -             | -       | -         | 8         | 0         |
| 2011                  | Oita Trinita          | J2 League             | 2            | 0            | 0                     | 0                     | -             | -             | -       | -         | 2         | 0         |
| 2012                  | Oita Trinita          | J2 League             | 13           | 1            | 1                     | 0                     | -             | -             | -       | -         | 14        | 1         |
| 2013                  | Giravanz Kitakyushu   | J2 League             | 41           | 8            | 2                     | 0                     | -             | -             | -       | -         | 43        | 8         |
| 2014                  | Giravanz Kitakyushu   | J2 League             | 42           | 4            | 4                     | 0                     | -             | -             | -       | -         | 46        | 4         |
| 2015                  | Giravanz Kitakyushu   | J2 League             | 41           | 8            | 1                     | 0                     | –             | –             | –       | –         | 42        | 8         |
| 2016                  | Giravanz Kitakyushu   | J2 League             | 42           | 2            | 2                     | 0                     | –             | –             | –       | –         | 44        | 2         |
| 2017                  | Oita Trinita          | J2 League             | 34           | 3            | 0                     | 0                     | –             | –             | –       | –         | 34        | 3         |
| Tổng cộng sự nghiệp   | Tổng cộng sự nghiệp   | Tổng cộng sự nghiệp   | 236          | 26           | 10                    | 0                     | 9             | 1             | 1       | 0         | 256       | 27        |

1Bao gồm Giải bóng đá vô địch Suruga Bank.